# Вирджинский политехнический институт и университет штата
Вирджинский политехнический институт и университет штата (англ. Virginia Polytechnic Institute and State University) — публичный исследовательский университет в Блаксберге, штат Виргиния, США.
В университете действуют программы обучения архитектуре, инженерии, науке, бизнесе и сельском хозяйстве. Основанный в 1872 году как сельскохозяйственный и механический колледж, Политехнический университет Виргинии остаётся одним из немногих государственных университетов в США, который сохраняет кадетский корпус.
В истории печально известен тем,что 16 апреля 2007 года 23-летний студент корейского происхождения Чо Сын Хи, обучавшийся на факультете английского языка, открыл стрельбу с интервалом в два часа, застрелив 32 человека, после чего покончил с собой выстрелом в голову.

## Рейтинги

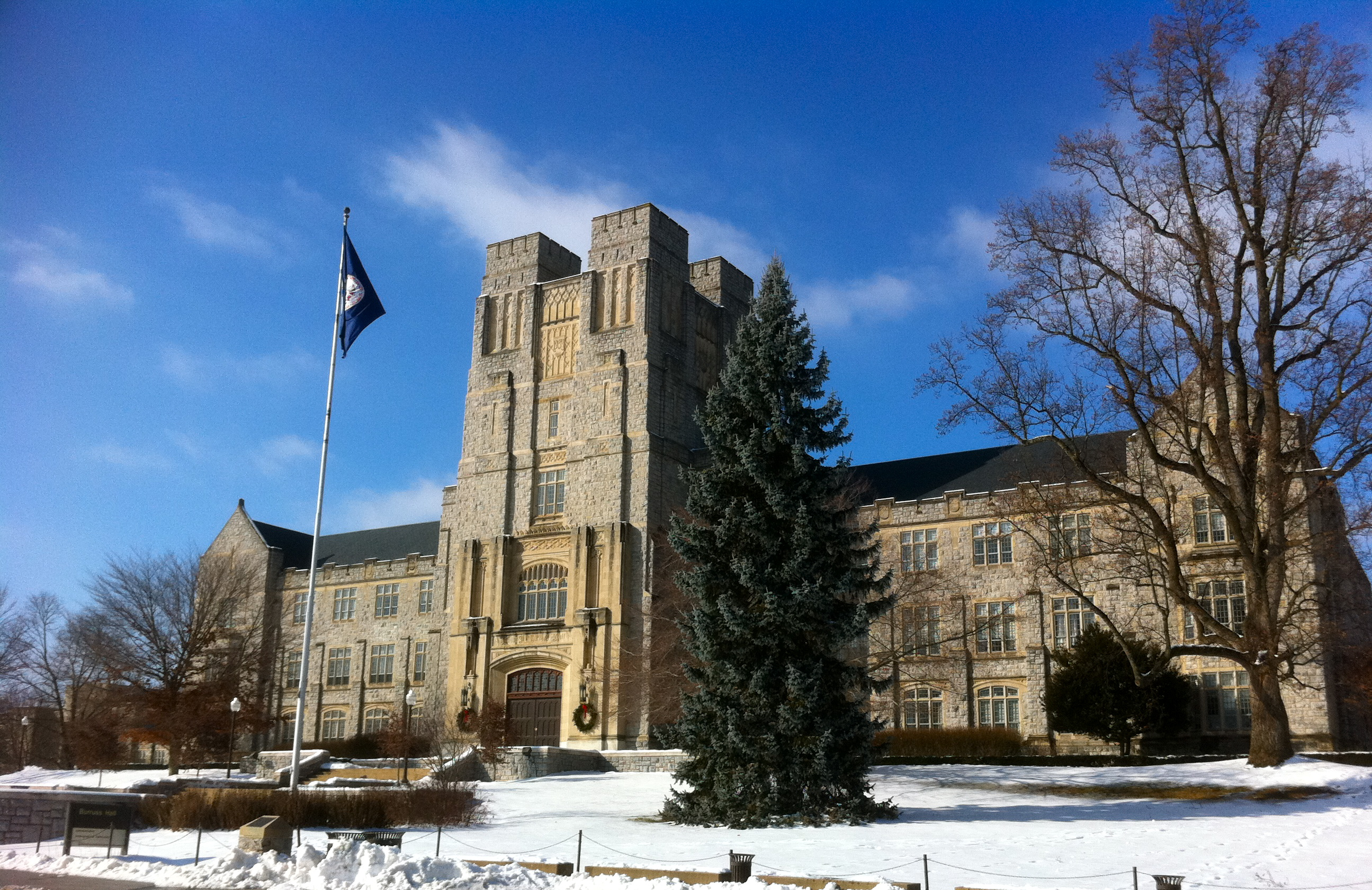
Бёрос-холл в стиле коллегиальной готики

Политехнический университет Виргинии согласно рейтингу «America’s Best Colleges 2008» издания U.S. News & World Report находится на 29-м месте среди общественных университетов США и на 71-м среди всех американских университетов.

## Известные выпускники
- См.: Категория:Выпускники Политехнического университета Виргинии